# Ted Dekker
Ted Dekker is een Nederlands-Amerikaanse auteur van (veelal christelijke) thrillers. Ted Dekker is een zoon van John en Hellen Dekker, een Nederlandse vader en een Amerikaanse moeder die emigreerden naar Canada en vervolgens vertrokken naar Indonesië, waar Ted geboren werd. Na het behalen van een diploma op een multiculturele highschool vertrok hij naar de Verenigde Staten om theologie en filosofie te gaan studeren. Nadat hij de graad van bachelor had behaald, ging Dekker werken voor een groot bedrijf in de gezondheidszorg in Californië. Hij werd snel gezien als een talent op het gebied van marketing en werd directeur van de marketingafdeling. Vervolgens richtte hij een eigen bedrijf op. Ted was zeer tevreden met zijn leven en besloot om boeken te schrijven, vaak in het genre thriller
Sinds 1997 is Dekker fulltime schrijver.

## Boeken (naar het Nederlands vertaald)
- De Cirkel Serie
  - Zwart - De geboorte van het kwaad
  - Rood - De heroïsche bevrijding
  - Wit - De grote achtervolging
  - Groen - Het begin en het einde
- Dri3
- Oogwenk
- Hemelbestormer
- Wanneer de hemel huilt
- Vuur uit de hemel
- Het Huis (met Frank Peretti)
- Obsessie
- Adam
- Kus (met Erin Healy)
- Vuur (met Erin Healy)
- De dochters van de beul
- Bloedgetuige
- Dodenakker
- Het Heiligdom
- Verboden (Met Tosca Lee)
- Sterfelijk (Met Tosca Lee)
- Soeverein (Met Tosca Lee)
- Martelaarslied
- Exit
- Outlaw
- Water walker
- Hacker
- Anno Domini 30
- Anno Domini 33
- De Verloren Boeken (Serie)
  - Uitgekozen
  - Trouweloos
  - Afvallig
- Zegels van Waarheid (Serie)
  - Nummer 49
  - Het 5e zegel

## Boeken (in de originele taal (Engels))
- The Circle Series (verkrijgbaar als 1 bundel)
  - Black - The Birth Of Evil
  - Red - The Heroic Rescue
  - White - The Great Pursuit
  - Green - The Last Stand
- The Lost Books Series (verkrijgbaar als box-set)
  - C hosen - Lost Book 1
  - I nfidel - Lost Book 2
  - R enegade - Lost Book 3
  - C haos - Lost Book 4
  - L unatic - Lost Book 5 (met Kaci Hill)
  - E lyon - Lost Book 6 (met Kaci Hill)
- The Heaven Trilogy (verkrijgbaar als 1 bundel)
  - Heaven's Wager
  - When Heaven Weeps
  - Thunder Of Heaven
- Paradise Series (alleen losse delen verkrijgbaar)
  - Showdown
  - Saint
  - Sinner
- The Martyr's Song
- Adam
- Thr3e
- Bone Man's Daughters
- The Bride Collector
- Skin
- House (met Frank Peretti)
- Blink Of An Eye
- The Priest's Graveyard
- Immanuel's Veins
- Forbidden (met Tosca Lee)
- Mortal (met Tosca Lee)
- Kiss (met Erin Healy)
- Burn (met Erin Healy)
- Tea With Hezbollah (met Carl Medearis)
- Blessed Child (met Bill Bright)
- A Man Called Blessed (met Bill Bright)
- The Drummer Boy
- The Slumber Of Christianity
- The Promise